# Гед, Уильям
Уильям Гед (1690, Эдинбург — 19 октября 1749) — шотландский изобретатель.
В 1725 году он запатентовал свой метод стереотипии, разработанный из простого процесса пайки вместе свободных типов голландца Ван дер Мея (отца знаменитого живописца).
Однако после того, как он не смог убедить книгопечатников в Эдинбурге, он вступил в партнёрство с книготорговцами Дженнером и Томасом Джеймсом. Для Кембриджского университета им были напечатаны два молитвенника. В 1736 году он окончил издание Саллюстия. Эндрю Уилсон, печатник Чарлза Станопа, 3-го графа Станопа усовершенствовал его изобретение.